# Csányi Valéria
Csányi Valéria (Budapest, 1958. október 2. –) magyar karmester és karvezető.

## Pályafutása
Szülei, Botka Valéria és Csányi László alapították 1954-ben a Magyar Rádió Gyermekkórusát.
A Zeneakadémián 1982-ben Zámbó István, Párkai István és Kistétényi Melinda osztályban középiskolai énektanár és karvezető diplomát, majd 1984-ben Kórodi András és Lukács Ervin vezetésével karmesteri diplomát szerzett. Részt vett Karl Österreicher (Bécs), Milan Horvat (Salzburg) és Eötvös Péter (Szombathely) mesterkurzusain. 
1983 augusztusa óta az Operaház tagja, mint korrepetitor, 1988 óta mint vezénylő korrepetitor, 2002 óta mint karmester. Korrepetitori munkája során szinte a teljes operaházi repertoárt betanította az énekkarnak és a szólistáknak. 1988-ban kapott lehetőséget előadás vezénylésére, Donizetti Don Pasqualéját. 1995-ben vezényelt először balettelőadást, Csajkovszkij Diótörőjét. Ezekben az években párhuzamosan dirigált operát és balettet.  1995 és 2009 között minden balettprodukcióban részt vett.
Az Operaház keretei között mintegy 650 előadást dirigált.
Egy sikeres Cigánybáró előadást követően 1996-ban megkeresték a Stockholmi Strauss Orkester igazgatóságából, és felkérték egy vendégszereplésre zenekarukkal. Azóta rendszeresen visszahívják szilveszteri és újévi koncertjeikre. Ifj. Johann Strauss Fürstin Ninetta operettjéből CD felvételt is készítettek.
A Thália Színházban a Budapesti Táncművészeti Főiskola Lindgren-féle Csajkovszkij: A diótörő produkcióját 44 alkalommal vezényelte. A végzős főiskolások vizsgakoncertjeit tíz éven keresztül vezényelte.
2010 július 10.-én, Komáromban a MÁV Szimfonikusokkal és operaházi szólistákkal Erkel Ferenc István király c. operájának eredeti formáját mutatta be, amely a bemutató éve (1885) óta nem hangzott el. 2012-ben az operáról CD-t is készített. A produkciót a Magyar Művészeti Akadémia kiemelt rendezvényként mutatta be 2013. május 20.-án. A MÁV Szimfonikus Zenekarral CD-ket készít a Naxos kiadónak, legutóbb Weiner Leó: Csongor és Tünde balettjének világelső felvételét és Toldi c. szimfonikus költeményét, valamint Széchényi Imre zenekari darabjait rögzítették.

## Vendégszereplései az Operaház együttesével
- 1991 Rosenheim, Schweinfurt – Mozart: Titus kegyelme
- 1994 Frankfurt am Main – ifj. Johann Strauss: A cigánybáró
- 2001 Mexikóváros, Szépművészeti Palota – Hacsaturján: Spartacus;
- 2004 Sankt Pölten – Liszt–Lanchbery: Mayerling;
- 2007 Sevilla – Prokofjev: Rómeó és Júlia
- 2007 Łódź, Balettfesztivál – Goldmark–Seregi: Makrancos Kata

## Repertoárja

### Operák
- Beethoven: Fidelio
- Donizetti: Don Pasquale
- Flotow: Márta
- Mozart: Titus kegyelme, A varázsfuvola, Figaro házassága, Don Giovanni
- Puccini: Bohémélet
- Nino Rota: Florentin kalap
- ifj. Johann Strauss: A cigánybáró
- Verdi: Traviata, Rigoletto
- Erkel: István király (újkori bemutató)
- Kodály Zoltán: Háry János
- Szokolay Sándor: A tavaszhozó kisleány
- Szőnyi Erzsébet: A makrancos királylány

### Balettek
- Csajkovszkij–Vajnonen: A diótörő (több mint 100 előadáson), A hattyúk tava, Csipkerózsika
- Adam: Giselle
- Delibes: Coppélia, Sylvia
- Minkus: Don Quijote, A bajadér
- Aszafjev: Bahcsiszeráji szökőkút
- Hacsaturján: Spartacus
- Prokofjev: Rómeó és Júlia
- Kocsák–Harangozó: Hófehérke és a 7 törpe
- Csajkovszkij–Pártay: Anna Karenina
- Csajkovszkij–Stolze: Anyegin (bemutató)
- Dvořák–Pártay: Elfújta a szél (bemutató)
- Goldmark–Seregi: Makrancos Kata
- Hérold–Lanchbery: Rosszul őrzött lány
- Liszt–Lanchbery: Mayerling
- Mendelssohn–Seregi: Szentivánéji álom
- Mozart–Pártay: Amadeus
- BALANCHINE-est (három egyfelvonásos) 1. Csajkovszkij: Szerenád, 2. Bellini–Rieti: Alvajáró, 3. Bizet: C-dúr szimfónia
- HARANGOZÓ-est (három egyfelvonásos) 1. Farkas Ferenc: Furfangos diákok, 2. Rimszkij-Korszakov: Seherezádé, 3. ifj. Johann Strauss–Kenessey Jenő: Térzene
- Sosztakovics–MacMillan: Concerto

## Családja
Édesapja Csányi László, édesanyja Botka Valéria, a Magyar Rádió gyermekkórusának (1954–) alapítói. Férje Kassai István zongoraművész. Gyermekei Dr. Döbrössy Ágnes Anna, Döbrössy János István és Medveczky Balázs.